# Maria Iwanówna
Maria Iwanówna (zm. 1365) - księżniczka włodzimierska i moskiewska, księżna rostowska z dynastii Rurykowiczów.
Córka Iwana I Kality, wielkiego księcia włodzimierskiego i moskiewskiego, i jego pierwszej żony Heleny. W 1328 została wydana za mąż za Konstantego, księcia rostowskiego. W 1360 mąż Marii został władcą całego księstwa rostowskiego.
Z małżeństwa Marii i Konstantego pochodzili:
- Iwan, zm. 1365,
- Gleb, zm. 1365,
- Wasyl, zm. po 1374,
- Aleksander, zm. 1404, książę rostowski,
- Włodzimierz.